# أيهم عرسان
أيهم عرسان هو مخرج وكاتب سيناريو تلفزيوني وسينمائي سوري. بدء عمله عام 1998 كمخرج مساعد في فيلم نسيم الروح من إخراج عبد اللطيف عبد الحميد ظهرت شهرته بعد فيلمه كبسة زر الذي حصد عدد من الجوائز.

## سيرته المهنية

### إخراج
- فيلم وراء الوجوه (2005)

تأليف وسيناريو: أيهم عرسان. إخراج: أيهم عرسان.
- فيلم كبسة زر (2017)

تأليف وسيناريو: شادي شاهين بطولة: رنا شميس

### سيناريو وتأليف
- مسلسل رائحة الروح (2018) (قيد التحضير)

تأليف وسيناريو: أيهم عرسان. إخراج: سهير سرميني.
- فيلم قهوة سخنة (2017)

### مخرج مساعد
- فيلم نسيم الروح (1998) مساعداً للمخرج عبد اللطيف عبد الحميد.
- فيلم التجلي الأخير لغيلان الدمشقي (2008) مساعداً للمخرج هيثم حقي[1]
- فيلم شغف (2005) مساعدا للمخرج حاتم علي
- فيلم الليل الطويل (2009) مساعد للمخرج حاتم علي [2]
- فيلم نصف ملغ نيكوتين 2007 مساعد للمخرج محمد عبد العزيز [3]
- مسلسل أصوات خافتة 2009 مخرجاً مساعداً مع إيناس حقي
- مسلسل ما ملكت أيمانكم 2010 مخرجاً مساعداً مع نجدة إسماعيل أنزور
- مسلسل ندى الأيام 2006 مساعدا للمخرج حاتم علي
- مسلسل تحت الأرض 2013 مساعدا للمخرج حاتم علي

### أعمال أخرى
- المشرف الفني على أفلام مشروع سينما الشباب في المؤسسة العامة للسينما بدمشق [4]

## جوائز
- جائزة أفضل سيناريو عن فئة سينما الواقع الراهن في مسابقة السيناريو التي أقامتها المؤسسة العامة للسينما بدمشق عام 2016 لنص قهوة سخنة[4]
- الجائزة الفضية في مهرجان واسط - العراق، عن فيلم كبسة زر [5]
- الجائزة الفضية في مهرجان إيراتو السينمائي لأفلام حقوق الإنسان عن فيلم كبسة زر[6]